# 西川順之
西川 順之（にしかわ のぶゆき、1873年(明治6年)2月26日 - 1951年（昭和26年）12月10日）は、日本の教育者。

## 経歴
1873年(明治6年)、栃木県下都賀郡壬生町生まれ。1898年、東京高等師範学校を卒業。
卒業後は、栃木県尋常中学校教諭となった。兵庫県御影師範学校教諭を経て、1902年に母校でもある東京高等師範学校教諭・附属理事となった。1911年、同教授に昇進。その後、文部省督学官、高知高等学校校長を経て、1932年、松本高等学校校長に就任。1938年（昭和13年）に退官し、松本高等学校名誉教授の称号を得た。